# 石見銀山遺跡及其文化景觀
石見銀山是日本戰國時代后期、江戶時代前期日本最大的銀礦山，其產量曾佔當時全球的30％，產量相當驚人，於明治時期也曾生產銅、鐵等礦產，但已於大正12年（1923年）閉山。

## 自然情況
礦脈位于石見國東部，相當於今日島根縣大田市大森地區的中央位置，故又稱大森銀山。早期開採區為以仙山山頂周遭的銀礦石，在開發間陸續發現黄銅礦、黄鐵礦、方鉛礦等礦脈。一般礦山開發時在精煉部份會耗去山林裡很多薪炭類木材，可是石見銀山封山已久看不出當時破壞的情形，況且灰吹法使用的是煤炭，而非較低溫的木炭（800℃以下，銀熔點約960℃），所以至今銀山附近仍保留相當完整的闊葉森林地貌，因此曾入選2007年日本地質百選。

## 歷史變遷

龍源寺間步

根據《石見銀山舊記》一書所載，早在1309年（延慶2年）時周防國大名大内弘幸往訪石見國時，在參拜北斗妙見大菩薩之際便有採銀的紀錄，後來臣從於大內義興的出雲國田儀村銅山主人三島清右衛門幫助大內家在1526年（大永6年）3月開掘出地下的銀礦脈，其子大內義隆繼位後在1533年（天文2年）透過博多的商人神谷壽貞招徠工匠，以從海外學習的精錬技術灰吹法大幅提升銀的產量。當時日本極盛時銀產量年約200噸，石見銀礦極盛年生產38噸（百萬兩），價值約一萬貫。
在石見銀山產量上升後，四周大名大內義興、大內義隆父子，尼子經久、尼子晴久祖孫以及毛利元就為爭奪銀山主導權爆發多起戰爭，直到1562年（永祿5年）時尼子家臣服於毛利元就，才以毛利家的勝利告終。後來元就之孫毛利輝元在1584年（天正12年）臣服豐臣秀吉，成為毛利家與豐臣家各派家臣擔任奉行共管，與秀吉後來侵略朝鮮時的主要資金來源。後於1600年（慶長5年）毛利輝元在關原之戰失敗，被德川家康大幅減封，石見銀山被江戶幕府納為直轄領，派駐銀山奉行管理，第一任銀山奉行就是有名的大久保長安，他以對礦山了解極深的安原傳兵衛為助手，急速開發銀山，提供幕府對外推動朱印船海外貿易的財源，在1602年（慶長7年）時仍有高達4～5千貫的產值，但此後產量逐漸下降。
明治維新後，石見銀山曾交由民間團隊經營，但效能不彰，最終在1943年（昭和18年），完全封山。銀山在1969年（昭和44年）時成為日本國指定史跡。為使石見銀山進一步註冊世界遺產，當地居民組成了「銀道振興協議會」，舉辦了各式各樣的宣傳活動，在2007年（平成19年）成功被聯合國教科文組織列入世界遺產名錄。位於此處羅漢寺的反橋被利入日本百名橋。

## 定義範圍
- 銀礦山跡和礦山町

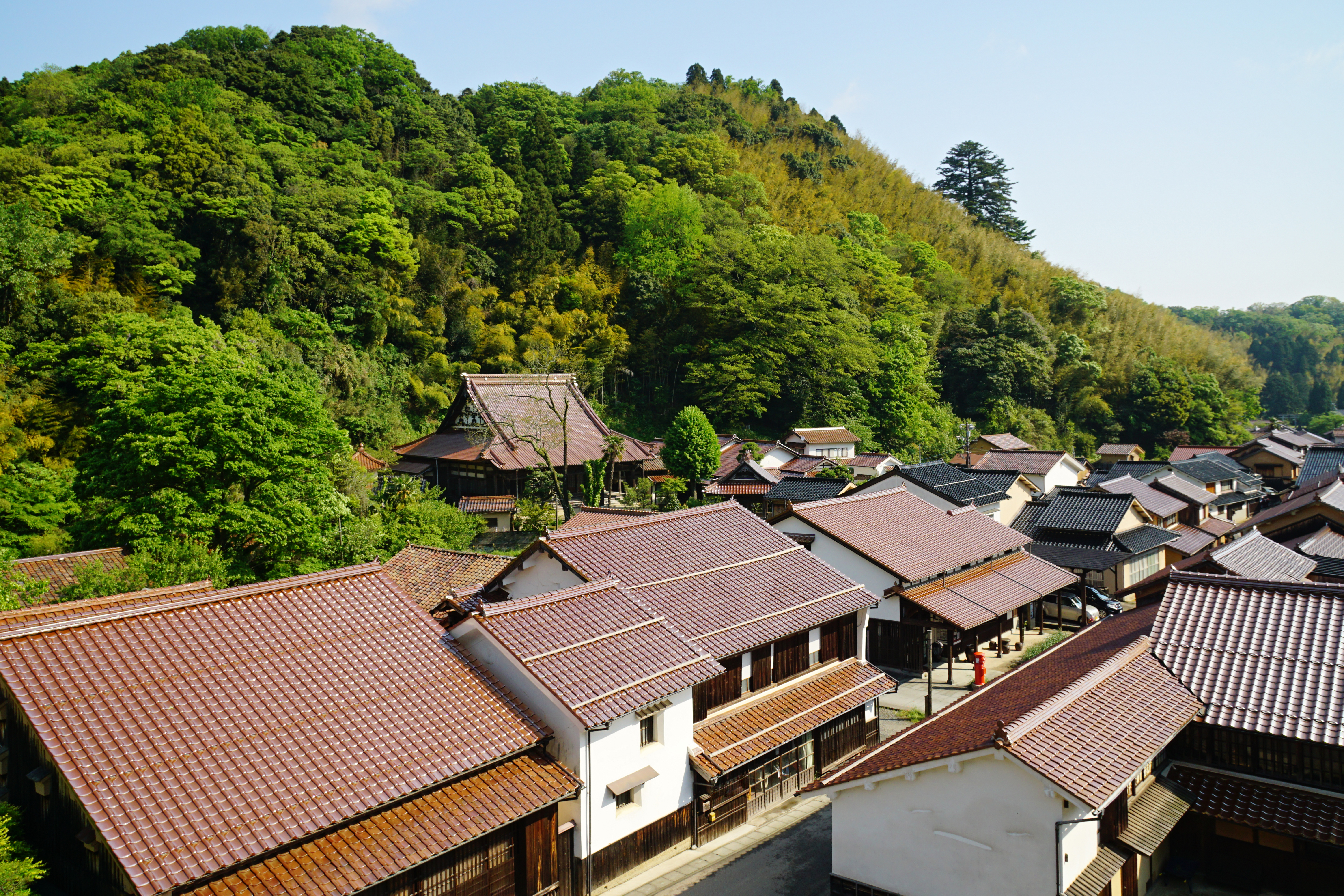
大森銀山傳統的重要建造物群保存地区

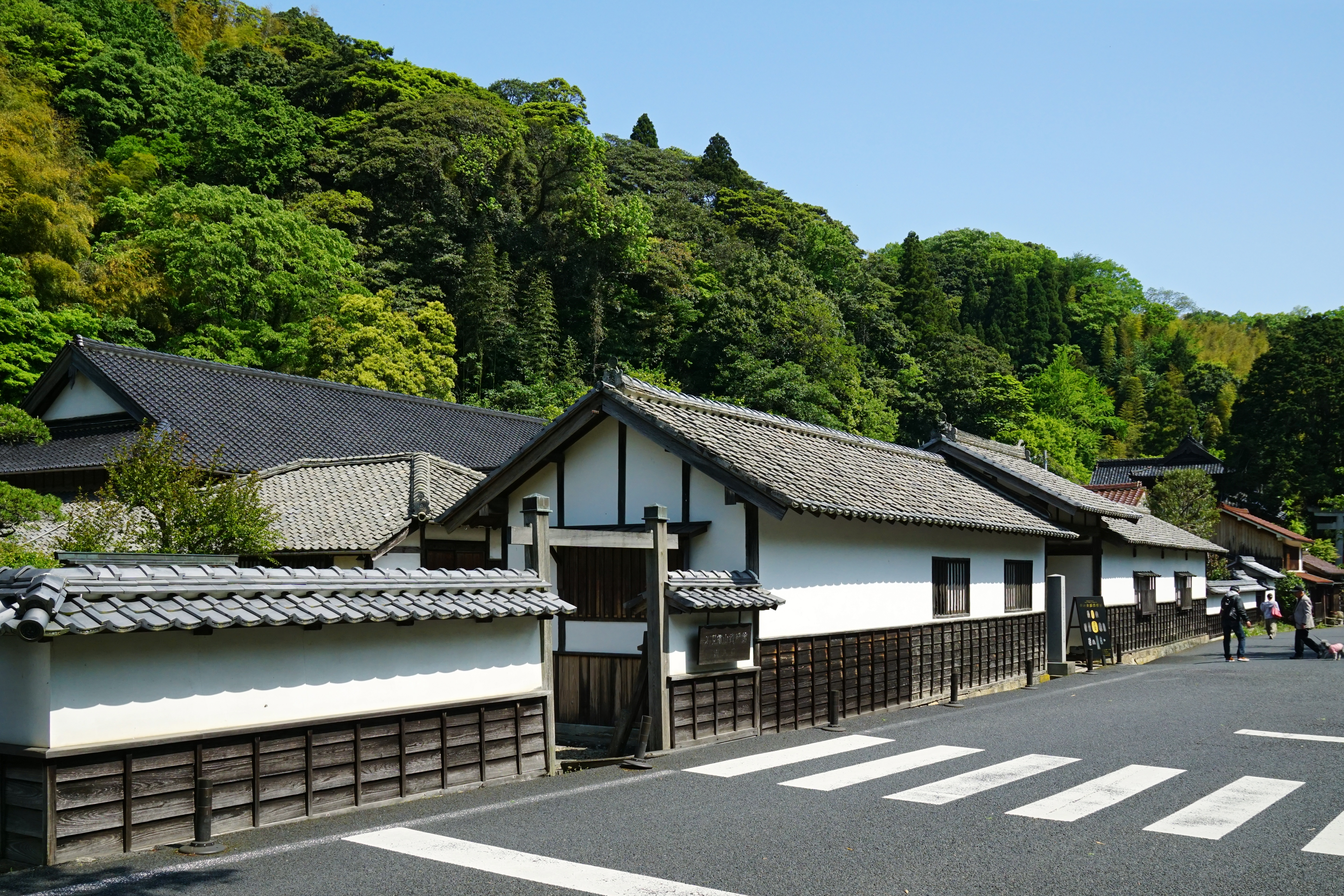
代官所跡

  - 銀山柵内（Ginzan Sakunouchi, 1246-001a）
  - 代官所跡（Daikansho Site, 1246-001b）
  - 矢瀧城跡（Yataki-jô Site, 1246-001c）
  - 矢筈城跡（Yahazu-jô Site, 1246-001d）
  - 石見城跡（Iwami-jô Site, 1246-001e）
  - 大森銀山傳統的重要建造物群保存地区（Ômori-Ginzan, 1246-001f）
  - 宮前地区（Miyanomae, 1246-001g）
  - 重要文化財熊谷家住宅（House of the Kumagai Family, 1246-001h）
  - 羅漢寺五百羅漢（Rakan-ji Gohyakurakan, 1246-001i）
  - 佐毘賣山神社
- 石見銀山街道
  - 鞆浦道（Iwami Ginzan Kaidô Tomogauradô, 1246-002a）
  - 温泉津沖泊道（Iwami Ginzan Kaidô Yunotsu-Okidomaridô, 1246-002b）
- 港與港町
  - 鞆浦（Tomogaura, 1246-003a）
  - 沖泊（Okidomari, 1246-003b）
  - 温泉津重要傳統的建造物群保存地區　（Yunotsu, 1246-003c）

## 外部連結
- 石見銀山資料館